# Randerath
Randerath (Nederlands: Randerode) is een plaats in de Duitse gemeente Heinsberg, deelstaat Noordrijn-Westfalen.
Langs de plaats stroomt de Worm. Het oostelijk deel van Randerath ligt in het Wormdal en naar het westen op de Geilenkirchener Lehmplatte.